# Martin Kaalma
Martin Kaalma (Tallinn, 14 april 1977) is een profvoetballer uit Estland die speelt als doelman. Hij staat sinds 2011 onder contract bij Paide Linnameeskond na eerder onder meer voor FC Flora Tallinn en FC Levadia Tallinn te hebben gespeeld.

## Interlandcarrière
Kaalma kwam in totaal 35 keer (nul doelpunten) uit voor de nationale ploeg van Estland in de periode 1995-2004. Onder leiding van bondscoach Aavo Sarap maakte hij zijn debuut op 20 mei 1995 in de wedstrijd in de strijd om de Baltische Cup tegen Litouwen (7-0 nederlaag). Hij viel in dat duel na 45 minuten in voor Toomas Tohver. Ook verdediger Raivo Nõmmik maakte in die wedstrijd zijn debuut voor Estland. Kaalma stond bij de nationale ploeg jarenlang in de schaduw van Mart Poom.

## Erelijst
FC Flora Tallinn
- Meistriliiga

1998, 2001, 2002, 2003
- Estische voetbalbeker

1998
 FC Levadia Tallinn
- Meistriliiga

2007, 2008, 2009
- Estische voetbalbeker

2007